# (9011) Angelou
(9011) Angelou est un astéroïde de la ceinture principale.

## Description
(9011) Angelou est un astéroïde de la ceinture principale. Il fut découvert le 20 septembre 1984 à l'observatoire Kleť par Antonín Mrkos. Il présente une orbite caractérisée par un demi-grand axe de 2,35 UA, une excentricité de 0,24 et une inclinaison de 2,1° par rapport à l'écliptique.
Il est nommé d'après la poétesse américaine Maya Angelou.